# Jabal Abd al-Aziz
El mont Abd al-Aziz (àrab: جبل عبد العزيز, Jabal ʿAbd al-ʿAzīz) és una cresta muntanyosa situada al nord-est de Síria. Es troba al sud-oest de la governació d'Al-Hasakah, a uns 35 km a l'oest-sud-oest de la ciutat de Hasakah. La muntanya s'estén d'est a oest i té una longitud de 85 km, una amplada de 15 km i una àrea de 84.050 hectàrees. Jàbal Abd-al-Aziz consisteix en una sèrie de turons i valls, amb altituds que oscil·len entre els 350 i els 920 metres.
La muntanya pren el seu nom d'Abdul Aziz, descendent d'Abdul-Qadir Gilani i comandant militar de l'exèrcit de Saladí que va ocupar la muntanya i la va fortificar. L'antic nom de la muntanya era al-Hiyal (àrab: الحيال, al-Ḥiyāl).

## Geografia
La muntanya s'estén d'est a oest i té una longitud de 85 km, una amplada de 15 km i una superfície de 84.050 hectàrees. Jabal Abd al-Aziz consta d'una sèrie de turons i valls amb altures que van dels 300 als 932 metres. És l'única elevació topogràfica del nord-est de Síria. L'elevació topogràfica dins l'estat sirià més propera són les muntanyes Bixri al sud-oest.

## Població
A l'època otomana, la zona estava poblada provisionalment per pastors àrabs nòmades que vagaven per les planes àrides entre la carena de la muntanya i la zona de Mardin (ara a Turquia). Amb l'establiment post-otomà de la frontera siro-turca i la creixent promoció de l'agricultura sedentària per part de les autoritats colonials i estatals, aquestes tribus van començar a veure's obligades a establir-se permanentment durant el mandat francès, amb el primer assentament permanent establert a la dècada de 1950. Des de l'any 2007, hi ha una vintena de pobles i una trentena d'assentaments agrícoles més petits escampats pels peus del Jabal Abd al-Aziz amb una població total d'entre 13.000 i 15.000 persones. Tots els habitants de la zona són àrabs de la tribu Baqqarat al-Jabal, llevat d'un poble que és de la tribu Sayyad (que s'ha integrat amb la primera). És una de les zones més pobres de Síria, en gran part a causa de les condicions àrides i agreujada per les restriccions d'ús del sòl al voltant de la reserva natural establerta a la muntanya. Molts habitants han emigrat a la ciutat de Hasakah i a la ciutat propera de Tall Tamer per buscar millors condicions de vida.

## Història
El maig de 2015 les forces kurdes de la Unitats de Protecció Popular (YGP, en les seves sigles en kurd) van expulsar de la muntanya les forces de l'Estat Islàmic de l'Iraq i el Llevant (ISIL) que l'havien ocupat fins llavors.